# Castro (Paraná)
Castro ist ein brasilianisches Munizip im Bundesstaat Paraná. Es hatte 2021 72.125 Einwohner, die sich Castrenser nennen. Seine Fläche beträgt 2.531 km². Es liegt 1.000 Meter über dem Meeresspiegel.

## Etymologie
Oberstleutnant Afonso Botelho de São Payo e Souza, Aide-de-camp und Kommandeur der Truppen des Ouvidors von Paranaguá, errichtete 1775 die Pfarrei Sant’Ana do Iapó an einem Ort namens Pouso de Iapó.

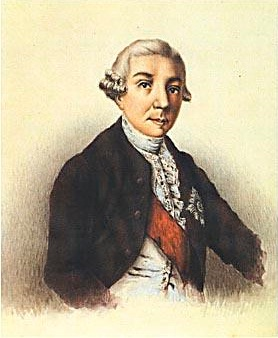
Martinho de Melo e Castro, portugiesischer Minister und Namensgeber für die Stadt Castro in Paraná

Durch das Gesetz vom 20. Januar 1789 wurde die Pfarrei in die Kategorie Vila (deutsch: Kleinstadt) erhoben und am 2. Februar 1789 mit dem Namen Vila Nova de Castro versehen. Der Name wurde zu Ehren des portugiesischen Würdenträgers Martinho de Melo e Castro gewählt. Dieser war 1770 bis 1795 Minister für Überseeangelegenheiten Portugals. Die Ehrung ging auf die Initiative von Manoel Gonçalves Guimarães zurück, der in Portugal auf Anordnung des Geehrten aus der Haft entlassen worden war.
Als die Vila 1857 den Status einer Stadt erhielt, bekam sie schließlich den zusatzfreien Namen Castro.

## Geschichte

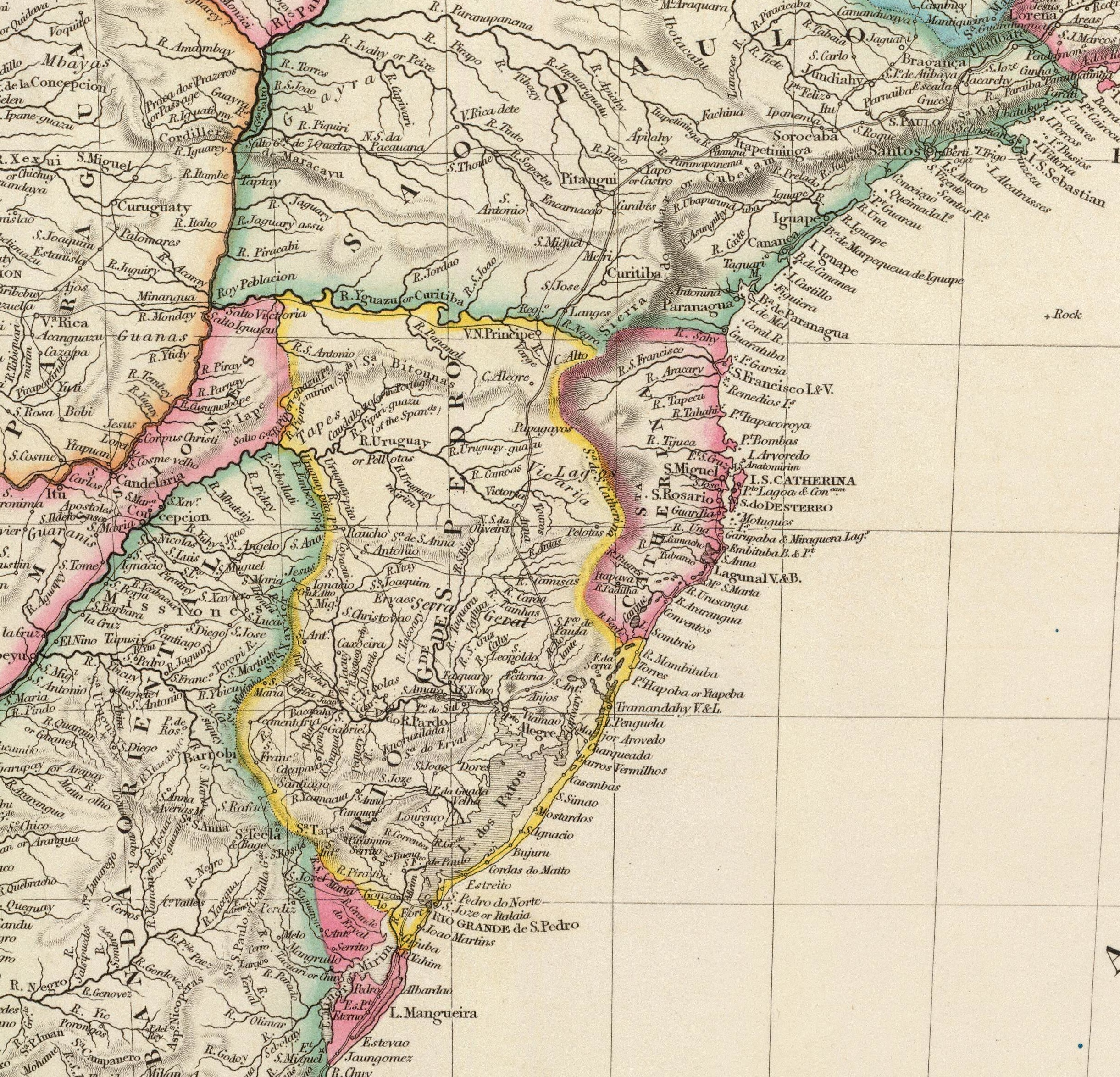
Caminho das Tropas (1844): Castro wird noch mit seinem alten Namen Iapó bezeichnet.

Bis zum 18. Jahrhundert war das gesamte Gebiet der Campos Gerais do Paraná von Tupi- und Gê-Indianern bewohnt. Aufgrund des Reichtums an Weideland wurde die Region und insbesondere das Gebiet, in dem sich die Stadt Castro befindet, zum Durchzugsgebiet der Viehtreiber, die mit ihren Rinderherden vom Süden (Rio Grande do Sul) nach São Paulo (Sorocaba) zogen. Die Route nannte sich Caminho das Tropas.
Unter Anwendung des Sesmaria-Rechts wollte die portugiesische Krone verschiedene Landstriche kolonisieren und verschenkte daher Grundstücke an Familien, die sich dort niederlassen wollten. Der erste Antrag wurde am 19. März 1704 von Hauptmann Pedro Taques de Almeida und seiner Familie gestellt. Auf diesen Grundstücken begann der Bau einer kleinen Kapelle, der heutigen Igreja Matriz Nossa Senhora Sant’Ana. Der Ort blühte auf, als es sich herumsprach, dass sich das Land hervorragend für Ackerbau und Viehzucht eignete.
Im Jahr 1854 versuchten die Abgeordneten der Provinz, Vila Nova de Castro zur Stadt zu erheben. Als sie jedoch scheiterten, schlugen sie die Gründung einer Comarca (Gerichtsbezirk) Castro vor, die durch das Provinzgesetz Nr. 2 vom 2. Juli 1854 verwirklicht wurde. Die Comarca wurde noch im selben Jahr am 21. Dezember 1854 errichtet.
Drei Jahre später wurde das Projekt, Vila Nova de Castro zur Stadt zu erheben, durch das Gesetz Nr. 14 vom 21. Januar 1857 gebilligt, als die Vila den Status einer Stadt mit dem einfachen Namen Castro erhielt.
Während der Revolutionszeit von 1893 bis 1894 wurde die Stadt Castro zur Interimshauptstadt von Paraná und blieb dies für drei Monate (vom 18. Januar bis 18. April 1894), in denen Curitiba unter der Kontrolle der Revolutionäre stand.

## Geografie

### Fläche und Lage
Castro liegt auf dem Segundo Planalto Paranaense (der Zweiten oder Ponta-Grossa-Hochebene von Paraná)  auf 24° 47′ 27″ südlicher Breite und 50° 0′ 43″ westlicher Länge. Es hat eine Fläche von 2531 km². Es liegt auf einer Höhe von 1000 Metern.

### Vegetation
Das Biom von Castro ist Cerrado / Mata Atlântica.

### Klima
In Castro herrscht mildes, allgemein warm gemäßigtes  Klima. Die meiste Zeit im Jahr ist mit erheblichem Niederschlag zu rechnen. Selbst im trockensten Monat fällt eine Menge Regen. Die Klimaklassifikation nach Köppen und Geiger lautet Cfb. Es herrscht im Jahresdurchschnitt eine Temperatur von 17,7 °C. Innerhalb eines Jahres gibt es 1589 mm Niederschlag.

### Gewässer
Castro liegt im Einzugsbereich des Rio Tibaji. Der größte Fluss im Munizip ist der Rio Iapó, der kurz unterhalb der Stadt Tibagi mündet. Etwa 20 km südöstlich des Stadtgebiets entspringt auf 1.028 m Meereshöhe in der Serra Paranapiacaba am Morro do Mastro der Tibaji-Nebenfluss Rio Pitangui. Ein weiterer Fluss ist der Rio Piraí, der das Munizip von Nord nach Süd durchzieht und dem Rio Iapó etwa 10 km westlich des Stadtgebiets von rechts zufließt.

### Straßen
Castro liegt an der PR-151 von Ponta Grossa nach Itararé. Über die PR-340 kommt man im Norden nach Tibagí und weiter zur Rodovia do Cafe bei Imbaú.

### Nachbarmunizipien
| Tibagi   | Piraí do Sul                                | Doutor Ulysses                               |
|          | Kompassrose, die auf Nachbargemeinden zeigt | Cerro Azul                                   |
| Carambeí | Ponta Grossa                                | Itaperuçu, Campo Largo und Rio Branco do Sul |

## Stadtverwaltung
Bürgermeister: Moacyr Elias Fadel Junior, Patriota (2021–2024), ernannt unter Vorbehalt

## Demografie

### Bevölkerungsentwicklung
| Jahr | Einwohner | Stadt    | Land     |
| ---- | --------- | -------- | -------- |
| 1872 | 20.803    | 90 % (1) | 10 % (2) |
| 1900 | 11.377    |          |          |
| 1920 | 18.949    |          |          |
| 1940 | 25.231    | 24 %     | 76 %     |
| 1950 | 29.065    | 22 %     | 78 %     |
| 1960 | 32.724    | 29 %     | 71 %     |
| 1970 | 37.536    | 35 %     | 65 %     |
| 1980 | 49.815    | 51 %     | 49 %     |
| 1991 | 64.058    | 61 %     | 39 %     |
| 2000 | 63.581    | 68 %     | 32 %     |
| 2010 | 67.084    | 73 %     | 27 %     |
| 2021 | 72.125    |          |          |

(1) Freie (2) Sklaven
Quelle: IBGE (2011)

### Ethnische Zusammensetzung
| Gruppe *    | 1991    | 2000    | 2010    | wer sich als ...                                                                 |
| ----------- | ------- | ------- | ------- | -------------------------------------------------------------------------------- |
| Weiße       | 82,1 %  | 79,3 %  | 66,4 %  | weiß bezeichnet                                                                  |
| Schwarze    | 2,1 %   | 3,5 %   | 3,6 %   | schwarz bezeichnet                                                               |
| Gelbe       | 0,6 %   | 1,0 %   | 0,9 %   | von fernöstlicher Herkunft wie japanisch, chinesisch, koreanisch etc. bezeichnet |
| Braune      | 14,8 %  | 15,0 %  | 28,9 %  | braun oder als Mischung aus mehreren Gruppen bezeichnet                          |
| Indigene    | 0,1 %   | 0,5 %   | 0,2 %   | Ureinwohner oder Indio bezeichnet                                                |
| ohne Angabe | 0,2 %   | 0,7 %   | 0,0 %   |                                                                                  |
| Gesamt      | 100,0 % | 100,0 % | 100,0 % |                                                                                  |

*) Anmerkung: Das IBGE verwendet für Volkszählungen ausschließlich diese fünf Gruppen. Es verzichtet bewusst auf Erläuterungen. Die Zugehörigkeit wird vom Einwohner selbst festgelegt.
Quelle: IBGE (Stand: 1991, 2000 und 2010)

## Kirchen
Castro gehört zum Bistum Ponta Grossa. Das Munizip hat vier Pfarreien:

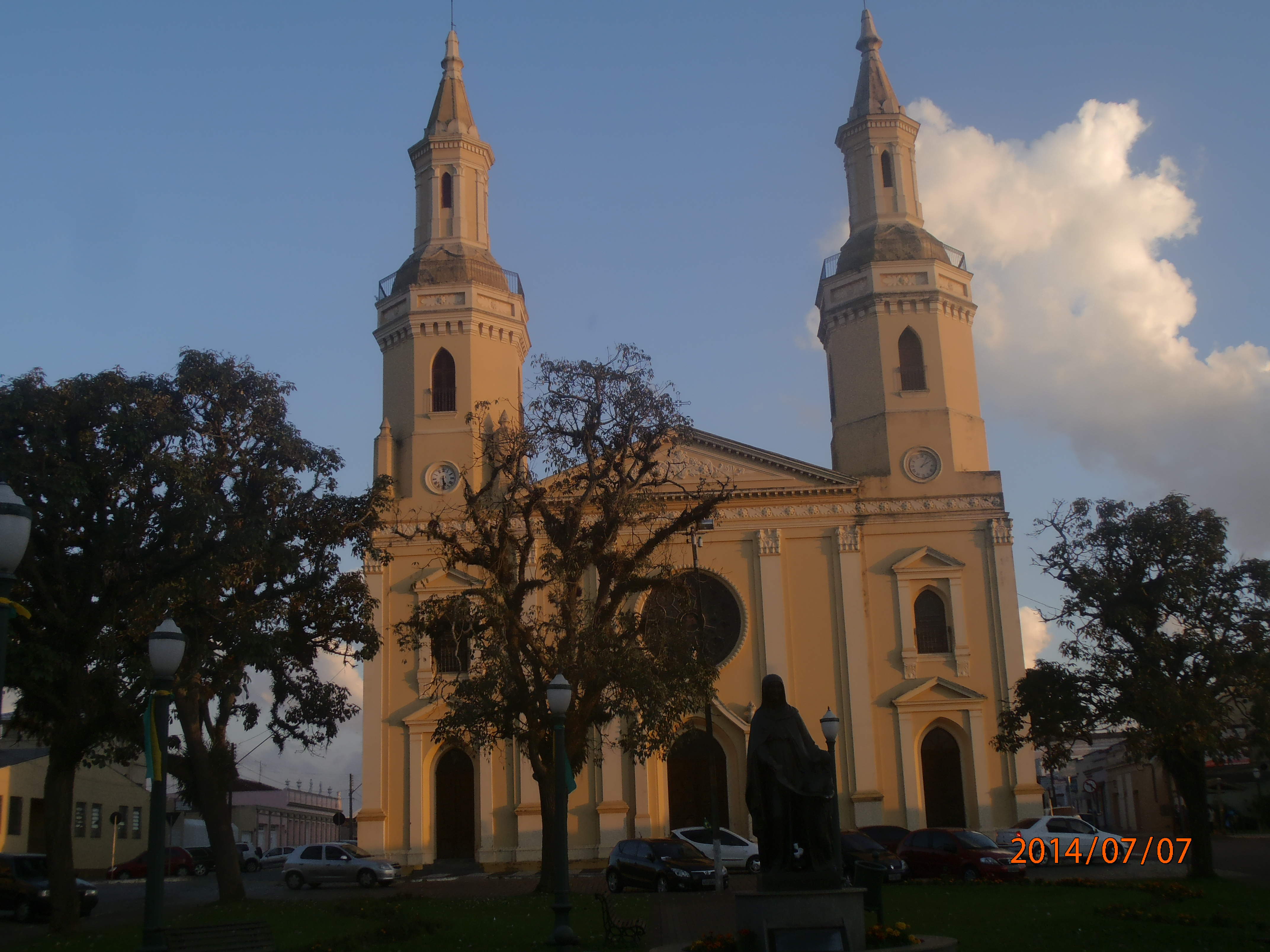
Pfarrkirche Sant´Ana

- Pfarrei Sant’Ana: gegründet 1774, im Zentrum der Stadt, die älteste Kirche des Bistums
- Pfarrei São Judas Tadeu: gegründet 1972, in der Vila Santa Cruz
- Pfarrei N. Sra. do Rosário: gegründet 1967, in der Vila Rio Branco
- Pfarrei N. Sra. do Perpétuo Socorro: gegründet 2005, im Jardim Colonial.

## Kultur

### Folklore
Die Folklore manifestiert sich im 1953 gegründeten Grupo Folclórico Holandês de Castrolanda, der sich zum Ziel gesetzt hat, typische traditionelle Tänze aus den verschiedenen Regionen Hollands zu präsentieren. Eine andere Gruppe, die CTG Querência Campeira, lässt die Gaucho-Folklore wieder aufleben.

### Kulinarische Spezialitäten
Das typische Gericht ist das Castropeiro, eine Hommage an die Tropeiros, die die Stadt Castro kolonisierten. Es besteht aus gewürzten Tropeiro-Bohnen, Rind- und Schweinefleisch, Kürbisquibebe, Kraut mit Grieben und hausgemachtem Brot.

### Kunsthandwerk
Das lokale Kunsthandwerk ist sehr reichhaltig und vielfältig und verwendet Ton, Maisstroh, Holz, Piri und Schafwolle als Rohmaterial.

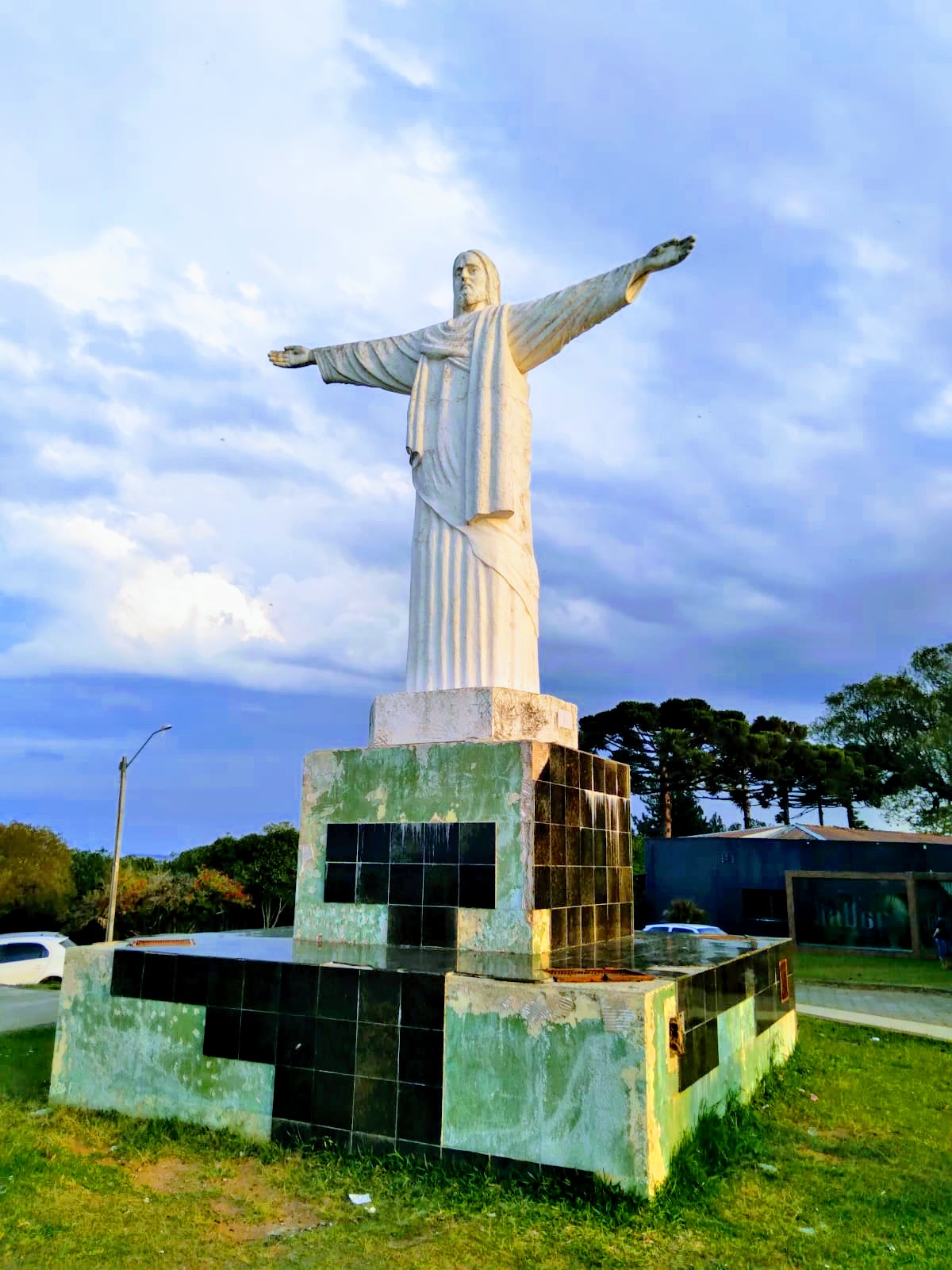
Christusstatue über Castro

## Fremdenverkehr
Castro verfügt über eine Reihe touristischer Attraktionen. Hierzu gehören:
- Pfarrkirche Sant’Ana: erbaut im 18. Jahrhundert. Der zweite Turm wurde erst in den 1960er Jahren fertiggestellt.
- Museu do Tropeiro: das Museum der Viehtreiber beherbergt um die 400 Sammlungsstücke, mit denen das Leben der Tropeiros visualisiert wird, sowie Dokumente, Sakralgegenstände, Messgeräte und Kunsthandwerk.
- Colônia de Castrolanda: „De Immigrant“ ist eine Windmühle im holländischen Stil, die 2001 erbaut wurde.
- Morro do Cristo: auf einem der höchsten Punkte von Castro erhebt sich die Christusstatue.
- Wasserfälle: der Pulo-Fall im Rio Iapó, die Wasserfälle von São João, Cotia und Andorinhas sowie die Stromschnellen des Rio Guararema
- Fazenda Capão Alto: historische Fazenda aus dem 18. Jahrhundert. Ihre aktuellen Gebäude spiegeln das Bild der für die Kaffeefarmen typischen Kolonialhäuser wider. Das zentrale Haus wurde mit Stampflehm gebaut, es ist als Kulturerbe eingestuft.
- Sítio Santa Olívia: im Guartelá-Canyon am Rio Iapó.

## Wirtschaft
Die Landwirtschaft ist in der Gemeinde stark ausgeprägt. Es werden Soja, Mais, Bohnen, Reis, Karotten, Kartoffeln, Weintrauben und anderes angebaut. Es werden Milchkühe, Schweine und Geflügel gehalten. Die Milchwirtschaft gilt als die produktivste und genetisch hochwertigste Brasiliens mit einer Kapazität von etwa 400.000 Litern/Tag. Die Genossenschaft Castrolanda Ltda hält neben der Produktion und Vermarktung von Getreide und Saatgut eine Herde von Holstein-Rindern. Sie beliefert zusammen mit anderen landwirtschaftlichen Genossenschaften die zentrale Molkereigenossenschaft Paranás.
Castro spielt auch im Bergbau mit der Gewinnung von Kalkstein und Talk sowie in der Druck-, Möbel-, Lebensmittel- und Pinselindustrie eine führende Rolle in Paraná.